# David Yonggi Cho
David Yonggi Cho, né le 14 février 1936 et mort le 14 septembre 2021, est un pasteur chrétien sud-coréen de courant pentecôtiste, cofondateur de l’Église évangélique de Yoido à Séoul (Corée du Sud) et pasteur principal de 1968 à 2008. Il est condamné à la fin de sa vie pour détournement de fonds.

## Biographie

### Jeunesse et éducation
David Yonggi Cho naît le 14 février 1936 à Uiju-gu près d'Ulsan, actuellement en Corée du Sud. Il a été élevé comme bouddhiste. Il s'est converti au christianisme à l'âge de 17 ans, après qu'une fille lui ait parlé de Jésus-Christ lors d'un séjour à l’hôpital pour une tuberculose. Puis David Yonggi Cho commence à travailler comme interprète pour l'évangéliste américain Ken Tize. Il guérit de la tuberculose, selon lui grâce à sa foi. En 1956, il reçoit une bourse pour étudier la théologie évangélique au Full Gospel Bible College à Séoul. Puis il rencontre Choi Ja-Shil (최자 실), qui est devenue sa mère spirituelle et associée ministérielle. Il est diplômé de théologie en mars 1958,.

### Ministère
Il fonde avec Choi Ja-shil l'Église évangélique de Yoido (Yoido Full Gospel Church) le 15 mai 1958 dans la maison de cette dernière. Lors de la première réunion, trois filles de Choi Ja-Shil et une femme âgée étaient présentes. Les deux pasteurs ont commencé une campagne de porte à porte, fournissant une aide spirituelle et humanitaire aux pauvres, et priant pour les malades. En quelques mois, l'Église était passée à cinquante membres. Les réunions ont donc été déplacés vers une tente dressée dans son arrière-cour. Comme l'église a continué de croître au cours des mois et des années suivantes.  L'Église passe de 50 personnes à 3 000 en 1964. En 1968, l'Église a 8 000 membres. En 1973, le bâtiment actuel de l'église est construit avec 12 000 places. En 1969, alors que Park Chung-hee, impose un régime autoritaire, David Yonggi Cho le soutient et affirme que les chrétiens doivent « prier chaque jour pour leurs dirigeants et leur président, qui est à la tête de leur pays ». En 1993, l’Église compte plus de 700 000 membres. En 2012, 200 000 personnes à Séoul et 800 000 dans le pays étaient affiliées à l'Église.
En 2008, il prend sa retraite et Young Hoon Lee lui succède comme pasteur principal. Toutefois, David Yonggi Cho enseigne à l'église.

### Décès
Il meurt le 14 septembre 2021 des suites d'une hémorragie cérébrale.

## Vie privée
Il est marié à Kim Sung Hae et est père de trois enfants[réf. nécessaire].

## Affaire judiciaire
En 2014, David Yonggi Cho a été condamné pour un détournement de 12 millions de dollars américains d’un fonds de l'Église qu'il avait acheté à son fils Cho Jong-Un. Il est condamné, en 2017, pour détournement de fonds, à trois ans de prison avec sursis.  Des millions d’euros ont été investis en Bourse par un autre fils, Cho Hee-jun. Ce dernier a été accusé d’abus de confiance et reconnu coupable d’évasion fiscale,.